# Nowaja Iwancowka
Nowaja Iwancowka (ros. Новая Иванцовка) – wieś w Rosji, w obwodzie wołgogradzkim, w rejonie pałłasowskim. W 2010 liczyła 476 mieszkańców.